# 사뮈엘 지고
사뮈엘 플로랑 토마 지고(프랑스어: Samuel Florent Thomas Gigot, 1993년 10월 12일 ~ )는 프랑스의 축구 선수이다. 그의 포지션은 중앙 수비수로, 현재 리그 1의 마르세유에서 활약하고 있다.

## 클럽 경력
지고는 아를 아비뇽 유소년팀 출신으로 2013년 8월 30일, 그는 니오르와의 경기에서 리그 2 데뷔전을 치렀다. 2014년 8월 15일, 그는 낭시와의 경기에서 리그 데뷔골을 기록했다.
2018년 6월 4일, 지고는 러시아의 스파르타크 모스크바와 4년 계약을 맺었는데, 그는 이후 그의 열정과 수비수임에도 불구하고 공격에 가담하려는 의지로 주목을 받았다. 2019년 8월 19일, 그는 2-1로 이긴 CSKA 모스크바와의 메인 모스크바 더비 경기에서 2골을 넣었다.
2022년 1월 29일, 지고는 리그 1의 마르세유로 이적하였고, 2021-22 잔여 시즌 동안 본래 소속팀인 스파르타크 모스크바로 임대되었다. 2022년 3월 19일, 그는 1-1로 비긴 니즈니노브고로드와의 경기에서 스파르타크 모스크바 소속으로 100번째 경기를 치렀다. 그의 마지막 경기는 2022년 5월 29일, 러시아 컵 결승전에서 디나모 모스크바를 2-1로 이긴 경기였다.
그는 2022년 8월 7일, 4-1로 이긴 랭스와 경기에서 마르세유와 리그 1 데뷔전을 치렀다. 지고는 2022년 9월 10일, 2-1로 이긴 릴과의 경기에서 마르세유 데뷔골을 기록했다.

## 사생활
지고는 아비뇽에서 프랑스 한 가정에서 태어났다. 그는 어머니를 통해 알제리계 혈통이라는 소문이 돌았지만, 그는 이 사실을 부인했고 알제리와는 아무런 관련이 없다고 말했다. 그의 형 토니는 럭비 리그 선수이다.

## 수상 내역
스파르타크 모스크바
- 러시아 컵: 2021–22[12]